# Liste der Kulturdenkmäler in Theisbergstegen
In der Liste der Kulturdenkmäler in Theisbergstegen sind alle Kulturdenkmäler der rheinland-pfälzischen Ortsgemeinde Theisbergstegen einschließlich des Ortsteils Godelhausen aufgeführt. Grundlage ist die Denkmalliste des Landes Rheinland-Pfalz (Stand: 6. September 2022).

## Einzeldenkmäler
| Bezeichnung                        | Lage                                        | Baujahr                           | Beschreibung | Bild            |
| ---------------------------------- | ------------------------------------------- | --------------------------------- | --- | --------------- |
| Schulhaus                          | Theisbergstegen, Kirchstraße 23/25 Lage     | 18. Jahrhundert                   | ehemalige Schule; eingeschossiger Satteldachbau, 18. Jahrhundert, kleiner Walmdachbau, 1843, Ökonomie 1878 | Fotos hochladen |
| Protestantische Pfarrkirche        | Theisbergstegen, Kirchstraße 31 Lage        | 1833/34                           | Reste eines mittelalterlichen Saalbaus, 1833/34 von Architekt Johann Schmeisser, Kusel, durchgreifend umgebaut; unverputzter Turm, 1954, Architekt Oberregierungsbaurat Gollwitzer, Kaiserslautern; Glocke von 1430 | Fotos hochladen |
| Portal                             | Theisbergstegen, Moorstraße, an Nr. 17 Lage | 1785                              | aufwändig gestaltetes Oberlichtportal, bezeichnet 1785, Inschriftentafel | Fotos hochladen |
| Katholisches Pfarrhaus mit Kapelle | Theisbergstegen, Zum Felsenwald 2 Lage      | 1908/09                           | Walmdachbau auf Bossenquadersockel, eingeschossiger Kapellenanbau, 1908/09, Architekt Bezirksbaumeister Kleinhans; ortsbildprägend                                                                                  | Fotos hochladen |
| Hofanlage                          | Godelhausen, Bergstraße 2 Lage              | 1870/71                           | stattlicher Dreiseithof, 1870/71; Krüppelwalmdachbau, zweitorige Scheune | Fotos hochladen |
| Quereinhaus                        | Godelhausen, Bergstraße 4 Lage              | erste Hälfte des 19. Jahrhunderts | Quereinhaus mit Krüppelwalmdach, wohl aus der ersten Hälfte des 19. Jahrhunderts, Erweiterung im dritten Drittel des 19. Jahrhunderts                                                                               | Fotos hochladen |
| Hofanlage                          | Godelhausen, Bergstraße 11 Lage             | 19. Jahrhundert                   | sandsteingegliederter Putzbau auf Quadersockel, Scheune bezeichnet 1898; originale Einfriedung, Bauerngarten | Fotos hochladen |
| Schulhaus                          | Godelhausen, Hauptstraße 47/47a Lage        | 1829                              | ehemalige Schule; Krüppelwalmdachbau mit Dachreiter, 1829, Erweiterung in der zweiten Hälfte des 19. Jahrhunderts, Schweinestall 1902                                                                               | Fotos hochladen |